# 2002年冬季残疾人奥林匹克运动会澳大利亚代表团
2002年冬季残疾人奥林匹克运动会澳大利亚代表团是澳大利亚派出的2002年冬季残疾人奥林匹克运动会代表团。获得6枚金牌和1枚银牌。